# Б'ярне Андерссон
Б'ярне Андерссон  (швед. Bjarne Andersson; 28 квітня 1940) — шведський лижник, олімпійський медаліст.

## Виступи на Олімпіадах
| Олімпіада     | Дисципліна         | Місце |
| ------------- | ------------------ | ----- |
| Гренобль 1968 | 15 км              | 6     |
| Гренобль 1968 | естафета 4 × 10 км | 2     |